# Rosalie Magnon
Pour les articles homonymes, voir Magnon, Mazier, Thévenet et Gaston.
Rosalie Magnon, épouse Mazier, puis Thévenet, puis Gaston, née à Limay le 10 décembre 1841 et morte à Paris le 24 février 1922, est une photographe française, active de 1884 à 1885.
Trois fois veuve de maris quadragénaires, elle a par ailleurs défrayé la chronique après la mort du dernier, en 1886, à la suite de soupçons d'empoisonnement.

## Biographie

### Jeunesse et premiers mariages
Rosalie Magnon naît à Limay en 1841, fille naturelle d’Élisabeth Mathurine Magnon, journalière.
En 1865, âgée de 24 ans, elle épouse à Paris François Charles Mazier, un rentier de dix ans son aîné, avec lequel elle vit 6, cité Gaillard. Devenu négociant, il meurt à 45 ans, en 1876, en lui laissant 200 000 francs,. En janvier 1883, Rosalie Magnon se remarie avec Marie Ernest Léon Thévenet. Mais ce représentant de commerce est retrouvé mort par suicide fin novembre, à 42 ans, dans le parc de Blossac à Poitiers,. Rosalie Magnon hérite à nouveau, de 60 000 francs.

### Carrière de photographe
En février 1884, Rosalie Magnon, veuve de Léon Thévenet depuis deux mois, rachète un atelier de photographie. Situé 11, rue de Buci, l'établissement est passé entre les mains de plusieurs photographes, comme Pierre Archippe Hugon ou Germain Blanc, jusqu'à Jean-Baptiste Dupont, qui a fait faillite en janvier 1884,. Mis à prix 20 000 francs, le fonds de commerce est attribué par adjudication seulement 2 200 francs à Rosalie Magnon,. Comme ses prédécesseurs, elle propose, sous l'enseigne Photographie des Écoles, des portraits cartes-de-visite, qu'elle signe sous le nom de Thévenet. Peut-être parvient-elle à renflouer son affaire puisque moins de deux ans plus tard, en décembre 1885, c'est au prix de 40 000 francs qu'elle la revend à un autre photographe, François Étienne Marie René Savary de Saussaie de Vernaut,. Quelques semaines plus tôt, Rosalie Magnon, désormais rentière, est devenue Mme Gaston, en se mariant sous le régime de la communauté de biens avec Jules Édouard François Gaston, un riche propriétaire d'origine belge, et c'est en leurs deux noms que la vente du fonds de photographie est signée, chez le notaire parisien Latapie de Gerval, le même qui a enregistré leur contrat de mariage. Peut-être en raison du prix de vente très élevé de l'atelier, le nouveau propriétaire, Savary de Vernaut, fera faillite un an plus tard. Le fonds de commerce sera mis à prix 3 000 francs seulement, et revendu 1 000 francs,.

### Affaire Gaston
En mai 1886, après seulement six mois de mariage, Jules Gaston meurt, un peu avant ses 50 ans. Deux jours plus tard, un testament olographe, rédigé en mars et déposé chez le notaire Latapie, désigne la veuve Gaston comme légataire universelle. Mais les proches de Jules Gaston contestent l'authenticité du document et accusent Rosalie Gaston de l'avoir substitué à un autre testament, par lequel le mari leur léguait sa fortune, évaluée à « plus d'un million d'immeubles ». Des rumeurs sur de violentes mésententes au sein du couple font surface. La justice diligente une enquête : le corps du mari est exhumé et des traces d'empoisonnement à l'arsenic sont retrouvées dans ses organes,. L'enquête de police sur le couple Gaston charge l'épouse, décrite comme une femme « d'une conduite très légère et d'un caractère vif et emporté, [qui] n'aspirait qu'à posséder de l'argent », et le commissaire rapporte qu'on prête à la veuve « des relations avec plusieurs officiers de l'École militaire ». Rosalie Gaston est arrêtée mais, faute de preuves, elle bénéficie d'un non-lieu en 1888, après deux ans d'instruction. Une fois libre, elle s'attache à faire valoir ses droits concernant l'héritage de son mari, dont la famille poursuit désormais son action auprès du tribunal civil de la Seine.
Début 1892, la veuve Gaston se retrouve devant la justice, en tant que plaignante cette fois, contre un clerc du notaire Latapie, Jacques Arraud, autoproclamé « prince de Buckingham, comte de Juilly, marquis de la Haye, baron d'Auriac, comte de la Haye, etc. », qui est devenu son amant. Elle l'accuse de l'avoir trompée sur ses titres, mais aussi de l'avoir épousée à Londres en la dupant. Le mariage est annulé par la justice et Arraud condamné en avril à huit jours de prison.
Le mois suivant débute le procès lié à l'héritage Gaston. L'avocat de Rosalie Gaston avance plusieurs contre-arguments pour sa défense : il la décrit comme « une femme naïve, restée tendre en dépit de l'âge, faible de cœur et des sens, mais nullement cupide et encore moins empoisonneuse ». Par ailleurs, il affirme que les rumeurs d'empoisonnement ont été lancées par Savary de Vernaut — le photographe qui a repris l'atelier — une fois que Rosalie Gaston a commencé à lui réclamer les sommes conséquentes qu'il lui devait. Enfin, l'histoire de l'escamotage du testament serait selon l'avocat une pure invention. En retour, les proches de Jules Gaston produisent un billet signé de sa main un mois avant sa mort, reniant tout acte signé au profit de sa femme. Après expertise, le billet est déclaré authentique et le tribunal annule le testament rédigé en faveur de Rosalie Gaston, qui perd tout droit à la succession de son mari et est condamnée aux dépens en décembre 1893. Après ça, elle ne fait plus parler d'elle.
Elle meurt à 81 ans, en 1922, en son domicile du 26, boulevard de Sébastopol, et est inhumée au cimetière du Père-Lachaise, sous le nom de « Magnon Vve Gaston, Rosalie ».